# كرايغ سميث
كرايغ سميث (20 يوليو 1993 جوسبورت المملكة المتحدة - ) هو لاعب كرة قدم بريطاني يلعب كمهاجم.